# Vergewaltigungen von Mazan
Der Fall der Vergewaltigungen von Mazan umfasst circa 200 Vergewaltigungen an Gisèle Pelicot im südfranzösischen Mazan. Gisèle Pelicot war von ihrem Ehemann Dominique Pelicot durch heimlich verabreichte Medikamente regelmäßig betäubt und so ohne ihr Wissen von ihm und mehr als 80 weiteren Männern, denen er dies im Internet angeboten hatte, über Jahre hinweg vergewaltigt und dabei gefilmt worden. Der Fall wurde 2020 durch den Fund von Videomitschnitten publik. Dominique Pelicot wurde im Dezember 2024 zu einer Freiheitsstrafe von 20 Jahren verurteilt.
Auf ausdrücklichen Wunsch Gisèle Pelicots fanden die Gerichtsprozesse öffentlich statt, „damit das Schamgefühl die Seite wechselt“, also von den Betroffenen auf die Vergewaltiger übergehe.

## Verlauf, Ermittlungen im Fall Pelicot

### Familiärer Hintergrund
Dominique Pelicot wurde am 27. November 1952 in Quincy-sous-Sénart im heutigen Département Essonne im Norden Frankreichs geboren und soll nach eigenen Angaben als Neunjähriger von einem Krankenpfleger vergewaltigt worden sein. Nach der Schule absolvierte er eine Ausbildung zum Elektriker und war in diesem Bereich tätig. Danach arbeitete er zunächst als Immobilienmakler, später als Vertriebsmitarbeiter für Brandmeldeanlagen und Computertechnik. Während dieser Zeit lernte er 1971 Gisèle kennen, und sie heirateten im April 1973 in Azay-le-Ferron. Das Paar bekam zwei Söhne und eine Tochter und lebte in der Pariser Vorstadt Villiers-sur-Marne.
Dominique Pelicot arbeitete mehrere Jahre bei Électricité de France (EDF), dem größten Energieversorger Frankreichs. Seine Frau, Gisèle Pelicot, verbrachte ihre gesamte berufliche Laufbahn ebenfalls bei EDF, wo sie sich hocharbeitete und schließlich in einer leitenden Position tätig war. Dominique Pelicot jedoch, der in seinem Berufsleben oft den Job wechselte, lebte über seine Verhältnisse und lieh sich Geld bei Familie und Freunden, das er nie zurückzahlte. Sein Unternehmen für elektrische Forschung ging 2001 in Konkurs. Um ihr Vermögen vor den Gläubigern von Dominique zu schützen, ließ sich das Paar im Jahr 2004 scheiden, heiratete jedoch am 11. Juli 2007 erneut. Im März 2013 zogen die Pelicots nach Mazan, einer kleinen Stadt nordöstlich von Avignon im Südosten Frankreichs. Ihre drei Kinder und sieben Enkel verbrachten regelmäßig ihre Ferien in ihrem gemieteten Haus in Mazan.

### Mutmaßliche und bestätigte frühere Straftaten
Dominique Pelicot wurde wegen eines Falles der versuchten Vergewaltigung 1999 im Département Seine-et-Marne angeklagt. Seine DNA war am Tatort gefunden worden, an dem die 19-jährige Immobilienmaklerin Estella B. angegriffen wurde und betäubt werden sollte. Sie wehrte sich jedoch erfolgreich und entging der Vergewaltigung. Er gestand das Verbrechen, bestritt jedoch, eine Waffe benutzt zu haben.
2010 wurde er das erste Mal wegen heimlichen Fotografierens unter den Röcken von Kundinnen in einem Supermarkt in Collégien, Département Seine-et-Marne, verhaftet.

Im Herbst 2022, bereits in Haft wegen der Vergewaltigungen seiner Frau, wurde er wegen der Vergewaltigung und Ermordung von Sophie N., 23, im Jahr 1991 im 19. Arrondissement von Paris angeklagt. Die junge Frau war während einer Wohnungsbesichtigung überwältigt, mit einem in Äther getränkten Tampon betäubt, vergewaltigt und letztlich mit einem Gürtel erwürgt worden. Er bestritt die Anschuldigungen, die von der Abteilung für ungelöste Fälle, die sich auf Serien- oder ungeklärte Verbrechen spezialisiert hat und in Nanterre ansässig ist, erhoben wurden. Diese Vorwürfe seien „rein auf Vermutungen“ gestützt, kritisierte seine Anwältin Béatrice Zavarro. In beiden Fällen wurden die Frauen mit Äther betäubt, „während eines Besuchs in einer Wohnung; beide Opfer waren Immobilienmaklerinnen“, so die Staatsanwaltschaft von Nanterre. Dominique Pelicot war ebenfalls im Immobiliengeschäft tätig.

### Aufdeckung des Falls im Jahr 2020
Die Vergewaltigungen kamen im September 2020 ans Licht, weil Dominique Pelicot wegen heimlicher Aufnahmen unter den Röcken von Frauen in einem Supermarkt nach Anzeige der Frauen verhaftet wurde. Bei der Durchsuchung seines Computers wegen dieser Straftat fand die Polizei Tausende von Bildern und Videos von den Vergewaltigungen seiner Ehefrau. Im September 2024 gab der inzwischen 71-jährige Dominique Pelicot vor Gericht zu, dass er seine Frau wiederholt betäubt, vergewaltigt und fremden Männern zur Vergewaltigung angeboten habe. Über neun Jahren, von Juli 2011 bis Oktober 2020, wurde Gisèle Pelicot hunderte Male von ihrem Mann und mehr als 80 weiteren Männern vergewaltigt. Ihr Ehemann fotografierte und filmte deren Taten.
Gisèle Pelicot hatte Gedächtnislücken und Schmerzen im Unterleib und suchte diverse Arztpraxen auf. Aber in keiner kam der Verdacht auf, es könnte sich um Vergiftungen und Betäubung durch Medikamente handeln.
Auch wurde Dominique Pelicot vorgeworfen, einen seiner Mittäter animiert und angeleitet zu haben, in gleicher Weise dessen eigene Frau zu betäuben und zu vergewaltigen. Der Prozess gegen Dominique Pelicot und 51 weitere identifizierte Männer im Alter von 26 bis 72 Jahren begann am 2. September 2024.

### Verhaftung und Ermittlungen
Dominique Pelicot wurde am 12. September 2020 in Carpentras, Département Vaucluse, verhaftet. Ein Sicherheitsmitarbeiter eines Supermarkts hatte beobachtet, dass er mit seinem Mobiltelefon unter die Röcke von drei Kundinnen filmte. Die betroffenen Frauen entschlossen sich zur Anzeige. Nur deshalb fand die Gendarmerie in seiner Tasche einen Camcorder, eine Kamera und Kondome. Bei der polizeilichen Vernehmung in Avignon behauptete Pelicot, dass er normalerweise solche Dinge nicht tue, obwohl er 2010 für das gleiche Vergehen festgenommen worden war. Er sei von seinen Trieben überwältigt worden. Die Schuld suchte er bei seiner Frau, die seit einem Monat nicht zu Hause gewesen sei. Er wurde gegen Kaution freigelassen, während seine beiden Mobiltelefone, sein Laptop und andere beschlagnahmte digitale Geräte untersucht wurden.
Die Untersuchung von Pelicots beschlagnahmter Ausrüstung ergab, dass er Teil eines privaten Chatrooms namens à son insu („ohne ihr/sein Wissen“) auf der Website coco.gg war. Dort diskutierten Mitglieder über sexuelle Handlungen an ihren Partnern, nachdem sie ihnen Drogen verabreicht hatten. Die Website, die in Guernsey registriert und von der bulgarischen Firma Vinci SA betrieben wurde, wurde von Isaac Steidel geleitet. Sie war eine französische, für jedermann zugängliche Online-Chat-Seite, frei von jeglicher Moderation, auf der sich bis zu ihrer Schließung im Juni 2024 Menschenhändler, Pädophile und Kriminelle aller Art zu Verbrechen verabreden konnten. So ermöglichte die Seite Drogen- und Waffenhandel, Pädokriminalität, Prostitution sowie homophobe Gewalttaten. Sie war zwischen 2021 und 2024 mit mehr als 23.000 französischen Strafsachen verbunden. Sie wurde erst im Juni 2024 geschlossen: französische Ermittler sollen die Plattform auch selber genutzt haben, um Straftäter zu identifizieren. In den Chats lud Pelicot andere Männer ein, seine betäubte Frau zu vergewaltigen und anschließend Videos der Vergewaltigungen anzusehen. Zudem wurden Skype-Nachrichten gefunden, in denen er damit prahlte, seine Frau betäubt und Fremde eingeladen zu haben, sie zu vergewaltigen.
Auf einem USB-Stick, der mit Pelicots Computer verbunden war, fanden die Ermittler einen Ordner namens ABUS (deutsch „Missbrauch“) mit mehr als 20.000 Bildern und Videos der Vergewaltigungen. Gisèle Pelicot war darauf bewusstlos zu sehen. Die Dateien waren von Dominique Pelicot sorgfältig sortiert und mit expliziten Titeln versehen, wie ABUS / nuit du 26 mai 2020 avec Marc Sodo 5e fois (deutsch „Missbrauch / Nacht zum 26. Mai 2020 mit Marc Anal fünftes Mal“), die Datum, Namen der Täter und Art der Handlungen enthielten. Dadurch konnten die Ermittler 92 separate Vergewaltigungen identifizieren, die von 72 verschiedenen Männern zwischen Juli 2011 und Oktober 2020 an Gisèle Pelicot verübt worden waren. Es dauerte zwei Jahre, bis die Polizei die meisten Täter identifizieren und lokalisieren konnte. Bisher wurden 51 der Vergewaltiger identifiziert und angeklagt. Sie waren zur Tatzeit zwischen 21 und 68 Jahre alt und stellen einen Querschnitt der französischen Gesellschaft dar. Unter ihnen sind ein Feuerwehrmann, ein Krankenpfleger, ein Informatiker, mehrere Rentner, mehrere Arbeitslose, einige von ihnen sind vorbestraft wegen Sexualstraftaten. Viele von ihnen sind verheiratete Familienväter, teilweise bereits mit Enkelkindern. Lediglich zwei Männer hatten das Haus wieder verlassen, als sie auf eine bewusstlose Frau getroffen waren, mehrere Männer hatten sich mehrmals an ihr vergangen; zur Polizei ging niemand.
Es wurden auch hunderte Fotos von Pelicots beiden Schwiegertöchtern unter der Dusche gefunden, die ohne deren Zustimmung aufgenommen und online gestellt worden waren. Zwei Fotos zeigen seine eigene Tochter Caroline, etwa 30 Jahre alt, wie sie betäubt auf einem Bett liegt, gekleidet in die Unterwäsche ihrer Mutter. Dominique Pelicot bestreitet, diese Fotos aufgenommen zu haben. Weitere etwa 100 Aufnahmen wurden unter der Dusche aufgenommen, teilweise war seine Schwiegertochter Céline darauf schwanger zu sehen. Die Fotos wurden von Dominique Pelicot bearbeitet, indem der Intimbereich vergrößert wurde, und um Fotomontagen ergänzt, die Célines Oberkörper in vermeintlichen sexuellen Handlungen mit zwei Männern zeigen. Seinen Enkelkindern soll er mehrfach Doktorspiele angeboten haben, um seine sexuellen Phantasien zu befriedigen.
Die Liste der Namen der bereits identifizierten Vergewaltiger Gisèle Pelicots wurde vom Gericht veröffentlicht und von verschiedenen französischen Magazinen zitiert.
Am 24. November 2024 waren mehr als 20 Täter noch nicht identifiziert.

### Strafprozess im Jahr 2024
Der Prozess um die Vergewaltigung von Gisèle Pelicot durch mehr als 50 Männer begann am 2. September 2024 in Avignon.
Im September kam eine Verzögerung von Tagen auf, da Dominique Pelicot vorläufig als zu krank galt, um am Prozess teilzunehmen.
Gisèle Pelicot nahm als Nebenklägerin mit ihren Anwälten an dem Prozess teil. Sie entschied sich, auf ihr Recht auf Anonymität zu verzichten, und setzte sich von Beginn an dafür ein, dass der Prozess nicht wie ursprünglich vorgesehen unter Ausschluss der Öffentlichkeit stattfinden sollte. Sie setzte durch, dass eine zunächst getroffene Entscheidung des Richters, die Bilder und Videos, die die an ihr begangenen Vergewaltigungen zeigten, nicht öffentlich zu zeigen, rückgängig gemacht wurde und diese öffentlich vorgeführt wurden.
Am 19. Dezember 2024 fiel das Urteil. Dominique Pelicot, der Hauptangeklagte, wurde in allen Anklagepunkten schuldig gesprochen. Ihm wurde vorgeworfen, seine damalige Ehefrau über nahezu ein Jahrzehnt hinweg wiederholt betäubt, vergewaltigt und diese Übergriffe im Internet zur Nachahmung angeboten zu haben. Darüber hinaus wurde Pelicot auch der schweren Vergewaltigung einer weiteren Frau schuldig gesprochen. Außerdem verurteilte ihn das Gericht wegen der Aufnahme und Verbreitung von Bildern sexuellen Inhalts, auf denen Gisèle Pelicot, seine Ex-Schwiegertöchter Aurore Lemaire und Céline Pelicot sowie Caroline Darian-Peyronnet, eine weitere Angehörige, zu sehen waren. Er erhielt die Höchststrafe von 20 Jahren und verzichtete auf Rechtsmittel.
Neben Dominique Pelicot wurden auch die meisten der 50 Mitangeklagten, denen er seine Ehefrau zur Vergewaltigung angeboten hatte, der schweren Vergewaltigung schuldig gesprochen. Die von der Verteidigung geforderten Freisprüche wurden abgelehnt. Das Gericht verhängte gegen die Mitangeklagten Haftstrafen zwischen drei und 15 Jahren.
Die Ermittlungen ergaben, dass Gisèle Pelicot insgesamt etwa 200 Vergewaltigungen im bewusstlosen Zustand ausgesetzt war. Dominique Pelicot dokumentierte die Taten auf Hunderten Fotos und Videos. Die Ermittlerinnen und Ermittler gehen davon aus, dass zusätzlich ein Dutzend weitere Männer beteiligt war, die jedoch nicht identifiziert werden konnten.

## Rezeption und gesellschaftliche Reaktionen
Da die Betroffene Gisèle Pelicot auf einen öffentlichen Prozess bestand, wurden die Täter sichtbar und deren Herkunft aus allen gesellschaftlichen Schichten und Altersklassen offenbart. Gisèle Pelicot begründete den öffentlichen Prozess damit, dass „die Scham die Seite wechseln soll“ (französisch La honte doit changer de camp) – eine Wendung der #MeToo-Bewegung.
Daraufhin fanden unter diesem Motto in über 40 Städten in Frankreich und Belgien solidarische Demonstrationen für die Betroffenen sexualisierter Gewalt statt, mit insgesamt über zehntausend Teilnehmern, auf denen auch der Mut von Gisèle Pelicot gefeiert wurde. Eine Künstlerin schuf zudem an einer Mauer in Gentilly aus Solidarität ein überlebensgroßes Graffito mit einem Porträt Gisèle Pelicots und ihrem Satz La honte doit changer de camp. Pelicot wurde aufgrund ihrer Entschlossenheit und ihres Mutes, die Verfahren mit zahllosen grausamen Einzelheiten durchzustehen, in den Medien als Heldin bezeichnet.
Am 5. Oktober 2024 gingen im Ort des Tatgeschehens, Mazan, Hunderte in Form eines Schweigemarschs für Gisèle Pelicot durch das Dorf.
Der Bürgermeister von Mazan, Louis Bonnet, erregte Aufmerksamkeit mit der verharmlosenden Äußerung „Es hätte schlimmer sein können. Es waren keine Kinder beteiligt, […] niemand wurde getötet.“ Nach öffentlichen Protesten entschuldigte er sich.

## Auswirkungen auf die Familie Pelicot
Gisèle Pelicot ließ sich kurz vor dem Prozessbeginn 2024 erneut von ihrem Mann scheiden.
Sie äußerte, dass sie „eine total zerstörte Frau“ sei und nicht wisse, wie sie sich mit ihren 72 Jahren „wieder aufbauen“ solle und ob sie „überhaupt genug Zeit habe, um zu verstehen, was ihr passiert [sei] und was sie erlitten“ habe. Alles, was sie „50 Jahre lang aufgebaut“ habe, sei zusammengebrochen. Sie sei von ihrem Mann und den weiteren Vergewaltigern „wie ein Abfallsack benutzt“ worden. Im Gericht äußerte sie deutlich: „Sprechen Sie bitte nicht von Sexszenen. Das sind Vergewaltigungsszenen, das ist Folter!“
Auch für ihre Kinder stellt das Verbrechen eine emotionale Katastrophe dar. Der älteste Sohn David (50 Jahre) sprach von einem „Tsunami“, der die Familie getroffen habe. Nun sei „seine Kindheit verschwunden. Sie wurde gelöscht.“ Pelicots Tochter Caroline zeigte sich überzeugt, dass sie wie ihre Mutter unter Drogen gesetzt und von ihrem Vater missbraucht worden sei, was dieser bestritt. Sie verfasste über das Verbrechen ihres Vaters das Buch Et j’ai cessé de t’appeler Papa : Quand la soumission chimique frappe une famille („Ich habe aufgehört, dich Papa zu nennen: Wenn die chemische Unterwerfung eine Familie trifft“) und gründete eine Selbsthilfegruppe für Betroffene von Vergewaltigungen unter unfreiwillig verabreichten Betäubungsmitteln. In ihrem Buch deutete sie an, dass es zu einem Riss im Verhältnis zu ihrer Mutter gekommen sei, da diese, Wochen nachdem die Verbrechen Pelicots bekannt geworden waren, dennoch im Gefängnis ein Bündel warme Kleidung vorbeigebracht habe. Pelicots jüngster Sohn Florian (38 Jahre) berichtete vor Gericht, dass seine Ehe in die Brüche gegangen sei, nachdem offenbar geworden war, dass sein Vater heimliche Nacktaufnahmen von seiner (= Florians) Frau im Badezimmer gemacht hatte. Er äußerte außerdem, dass er möglicherweise nicht Pelicots leiblicher Sohn sei, sondern einer eventuellen Affäre seiner Mutter entspringe, und der Vater die Vergewaltigungen eventuell auch aus Rache begangen habe. Der Täter Dominique Pelicot selbst jedoch äußerte im Prozess, dass er durch die Vergewaltigungen seiner Frau „eine unbeugsame Frau unterwerfen“ wollte.